# 鴨緑江体育団
鴨緑江体育団(Amnokkang Sports Club)は、北朝鮮のサッカークラブである。1947年創設。ホームタウンは平壌市。社会安全省に属している。

## タイトル
- 最上級蹴球連盟戦:(2)
  - 優勝:2006，2007

## 歴代所属選手
- 車正赫
- 朴哲鎮
- 金明元